# Lisa Howard (Amerikaans actrice, 1975)
Lisa Howard (Akron (Ohio), 1975) is een Amerikaanse actrice en zangeres.

## Biografie
Howard groeide op in Akron (Ohio) en liep er school aan de Firestone High School. Ze speelde softbal, voetbal, volleybal en een beetje basketbal in haar jeugd. Ze studeerde af aan het Cincinnati College-Conservatory of Music met een BFA in muziektheater.
Ze is vooral bekend van haar werk in theatermusicals, zoals haar rol van Rona Lisa Peretti in The 25th Annual Putnam County Spelling Bee. Deze musical won vele prijzen, waaronder de Drama Desk Award voor "Beste Ensemble". Voor haar vertolking van Jenny Steinberg in de nieuwe Broadway-musical It Shoulda Been You werd ze in 2015 genomineerd voor de Drama Desk Award voor "Beste Actrice in een Musical".
Haar eerste filmrol dateert uit 2012 als Siobhan in The Twilight Saga: Breaking Dawn Part 2. In 2015 was ze te zien in de indie-thriller Decay.
Op televisie speelde ze gastrollen in diverse series, waaronder Ugly Betty, Power, Madam Secretary, The Good Fight en The Gilded Age.
In 2011 bracht ze haar eerste album uit, genaamd Songs Of Innocence & Experience - The Songs Of William Finn. In 2021 volgde het kerstalbum The Most Wonderful Time of the Year.

## Theaterwerk

### Broadway
- The 25th Annual Putnam County Spelling Bee (2005) – Rona Lisa Peretti
- South Pacific (2008) – Lt. Genevieve Marshall/Ensemble
- 9 to 5 (2009) – Missy/Ensemble
- Priscilla, Queen of the Desert (2011) – Diva/Ensemble
- It Shoulda Been You (2015) – Jenny Steinberg[7] (April 14 – August 9, 2015)[8]
- Escape to Margaritaville (2018) – Tammy[9]

### Off-Broadway
- The 25th Annual Putnam County Spelling Bee (2005) – Rona Lisa Peretti
- Silence! The Musical (2005) – Catherine Martin
- Sunday in the Park with George (2016) – Nurse

### Regionale/Nationale voorstellingen
- Cinderella (St. Louis MUNY, 2003) – Stepsister
- The Gift of the Magi (Olney Theatre Center, 2003) – City Her
- The 25th Annual Putnam County Spelling Bee (Barrington Stage Company, 2004) – Rona Janet
- Les Miserables (St. Louis MUNY, 2007) – Madame Thénadier
- Emmet Otter's Jug-Band Christmas (Goodspeed Opera House, 2008) – Mrs. Gretchen Fox
- 9 to 5 (Ahmanson Theatre, 2008) – Missy/Ensemble
- Emmet Otter's Jug-Band Christmas (Goodspeed Opera House, 2009) – Mrs. Gretchen Fox
- Legally Blonde (St. Louis MUNY, 2011) – Paulette
- The Sound of Music (Pittsburgh Civic Light Opera, 2011)
- It Shoulda Been You (George Street Playhouse, 2011) – Jenny Steinberg
- Wicked (Munchkinland Tour, 2022) – Madame Morrible
- Into the Woods (Guthrie Theater, 2023) – Witch[10]